# Caracal caracal algira
Caracal caracal algira es una subespecie de mamíferos carnívoros de la familia Felidae.

## Distribución geográfica
Se encuentra en Damaraland (Namibia) así como en Marruecos.